# Gaspar Marcano
Gaspar Melchor Marcano Boadas (San Juan Bautista, Isla de Margarita, Capitanía General de Venezuela, 5 de enero de 1781-Maracaibo, Venezuela 1821) fue un oficial del ejército venezolano en la guerra de independencia, abogado, político, congresista y poeta.

## Biografía
Hijo de Juan Jacinto Marcano y Micaela Boadas. Se graduó en 1807 de bachiller en los dos derechos (pontificio y canónigo) en la Universidad de Caracas, donde se licenciaría más tarde. A raíz de los sucesos del 19 de abril se une a la causa republicana. Al caer la Primera República (julio de 1812), emigra a la colonia británica de isla de Trinidad a bordo del bergantín Botón de Rosa capitaneado por Juan Bautista Bideau, en el cual viajaron, además, Francisco Marcano, el presbítero Domingo Bruzual y otros patriotas. Asistió a la asamblea que se realizó el 12 de enero de 1813 en el islote de Chacachacare, y presidió el coronel Santiago Mariño, y cuyo propósito fue la ejecución de la expedición sobre las costas orientales de Venezuela. 
Participó en las operaciones militares que liberaron las provincias de Cumaná y Barcelona (actuales estados Estado Anzoátegui, Monagas y Sucre). Al caer la Segunda República en diciembre de 1814, vuelve a la isla de Margarita donde el 8 de enero de 1815 una Junta de Notables le confía el gobierno político en un triunvirato con Juan Antonio Silva y Juan Miguel Lares, y aclama a Juan Bautista Arismendi «Comandante General de todas las Fuerzas de Mar y Tierra» como respuesta a la amenaza que por conducto del sacerdote José Ambrosio Llamozas, les hiciera el jefe realista Francisco Tomás Morales que se encontraba estacionado con sus tropas en Cumaná.
Cuando arriba a la isla el general Pablo Morillo con su ejército expedicionario, Marcano junto con los demás triunviros se retira a su casa acogiéndose a la amnistía otorgada por el jefe español.
El 8 de mayo de 1816, en la Villa del Norte (hoy Santa Ana), Simón Bolívar, le confirió el rango de capitán efectivo de caballería. Encontrándose en Güiria intervino el 22 de agosto del mismo año para mediar en el altercado que sostuvieron Bolívar y José Francisco Bermúdez. 
En 1817, residiendo en Trinidad tuvo conocimiento de la invasión que pensaba hacer Morillo a la isla, por lo que decide volver para incorporarse a los defensores. Finalmente Morillo, tras haber incorporado en Cumaná la división del coronel José de Canterac recién llegada de España, invade Margarita el 14 de julio. Antes de salir de Trinidad, Marcano prometió a su amigo Manuel José Ribas que le relataría sus «aventuras en Margarita». Así lo hizo, al escribirle 4 cartas en octavas reales, las cuales forman un poema descriptivo de las operaciones cuyo centro lo constituye la batalla de Matasiete (31.7.1817), victoria de los republicanos al mando del coronel Francisco Esteban Gómez. 
En 1818 Marcano ingresa a la recién organizada Corte del Almirantazgo de la Villa del Norte como asesor de Francisco Javier Yanes, y cuyo presidente era Arismendi. Asiste al Congreso de Angostura reunido el 15 de febrero de 1819, como representante de la provincia de Margarita. Se pronuncia junto al diputado Domingo Alzuru, contra la propuesta de un Senado vitalicio, contenido en la Constitución de la República, presentada al Congreso por el libertador Simón Bolívar. En junio del mismo año después de pedir licencia viaja a Trinidad y luego a Margarita donde se desempeña en 1820 como secretario y asesor del general Arismendi. En 1821 asiste como diputado suplente a la instalación del Congreso constituyente. En las sesiones del Congreso abogo por una Constitución Federal. De ahí parte a Maracaibo donde fallece poco después.